# Limnactinia laevis
Limnactinia laevis är en havsanemonart som beskrevs av Oscar Henrik Carlgren 1921. Limnactinia laevis ingår i släktet Limnactinia och familjen Limnactiniidae. Arten är reproducerande i Sverige. Inga underarter finns listade i Catalogue of Life.